# 21798 Мітчвігмен
21798 Мітчвігмен (21798 Mitchweegman) — астероїд головного поясу, відкритий 30 вересня 1999 року.
Тіссеранів параметр щодо Юпітера — 3,605.